# Interstate 287
Pour les articles homonymes, voir Route 287.
L'Interstate 287 (I-287) est une autoroute auxiliaire de l'I-87 du New Jersey et de l'État de New York. Elle constitue une ceinture partielle autour de New York en desservant le nord du New Jersey et les comtés de Rockland et de Westchester dans l'État de New York.
L'I-287, laquelle est indiquée sud–nord au New Jersey et ouest–est dans l'État de New York, suit un tracé en forme de fer à cheval depuis l'I-95 (New Jersey Turnpike) à Edison, New Jersey, jusqu'à l'I-95 à Rye, New York, sur 98,72 miles (158,87 km).

## Description du tracé
|       | mi    | km     |
| ----- | ----- | ------ |
| NJ    | 67,54 | 108,70 |
| NY    | 31,18 | 50,18  |
| Total | 98,72 | 158,87 |

### New Jersey

#### Comté de Middlesex

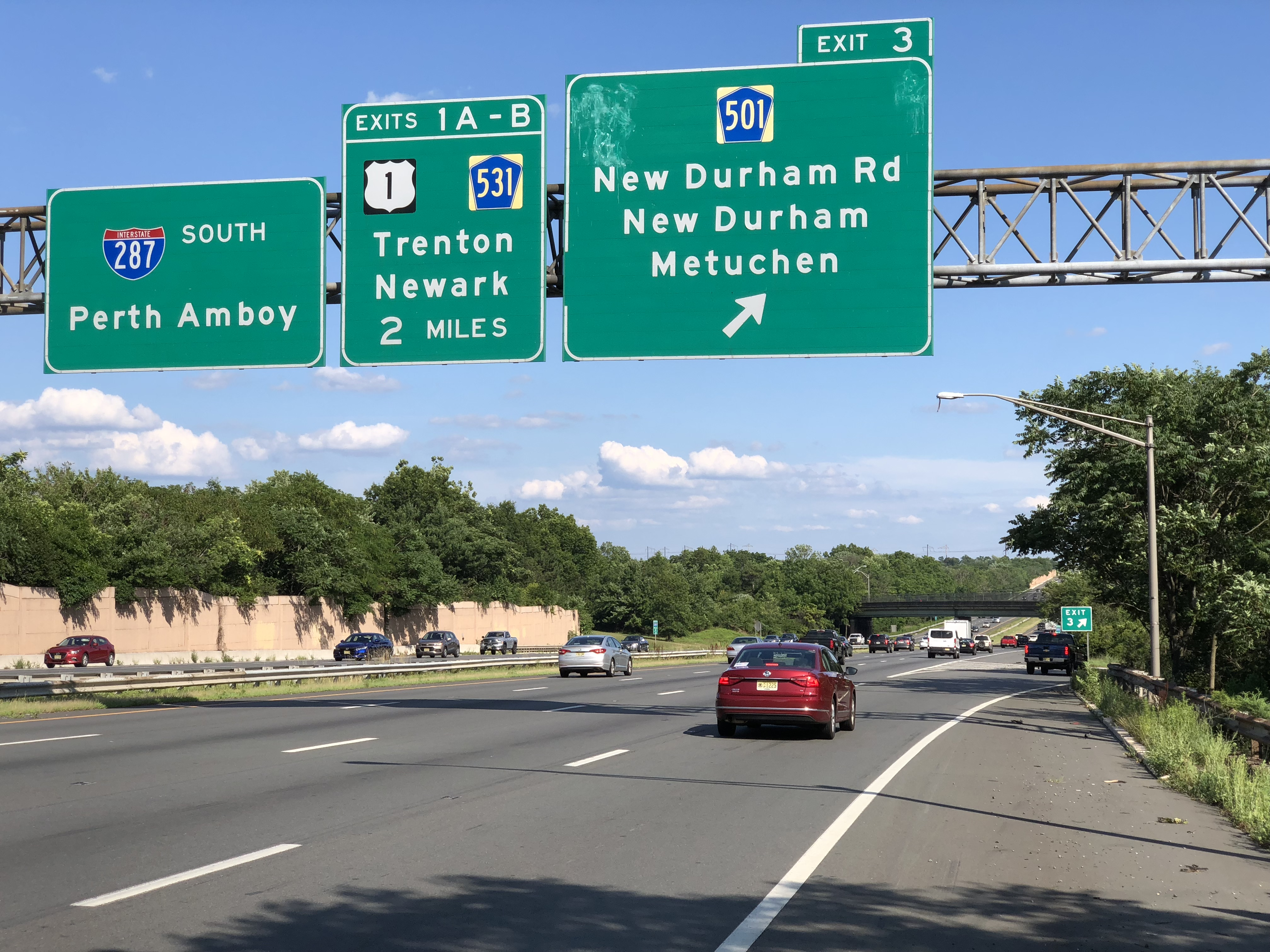
I-287 sud près de la sortie 3 à Edison

L'I-287 débute à un échangeur avec l'I-95 (New Jersey Turnpike) à Edison. À cet endroit, l'autoroute se poursuit au-delà du terminus comme Route 440 vers Perth Amboy et Staten Island. À partir de là, elle se dirige vers l'ouest dans des zones suburbaines. Elle atteint la US 1 peu après. L'autoroute bifurque alors vers le nord-ouest et passe sous des voies ferrées.
Alors que l'autoroute continue et arrive à South Plainfield, elle passe par quelques parcs d'affaires et croise quelques voies locales. Plus loin, l'autoroute passe par Piscataway avant de traverser le fleuve Raritan et d'entrer dans le comté de Somerset.

#### Comté de Somerset
Après avoir traversé le fleuve Raritan, l'I-287 entre à Franklin Township. Elle s'oriente davantage vers le nord-ouest en traversant un mélange de zones résidentielles et commerciales. Elle traverse une deuxième fois le fleuve Raritan et entre à Bridgewater Township. À cet endroit, l'I-287 adopte une orientation nord-nord-ouest et passe près du TD Bank Ballpark, maison de l'équipe de baseball des Somerset Patriots. L'autoroute croise la US 22 et la US 202 avant d'arriver à un échangeur avec l'I-78.
Après avoir croisé cette autoroute, l'I-287 rencontre à nouveau la US 202 et bifurque vers le nord-est. Elle entre à Far Hills. La dernière ville du comté de Somerset dans laquelle l'I-287 passe est Bernards Township. L'autoroute traversera la rivière Passaic pour entrer dans le comté de Morris.

#### Comté de Morris

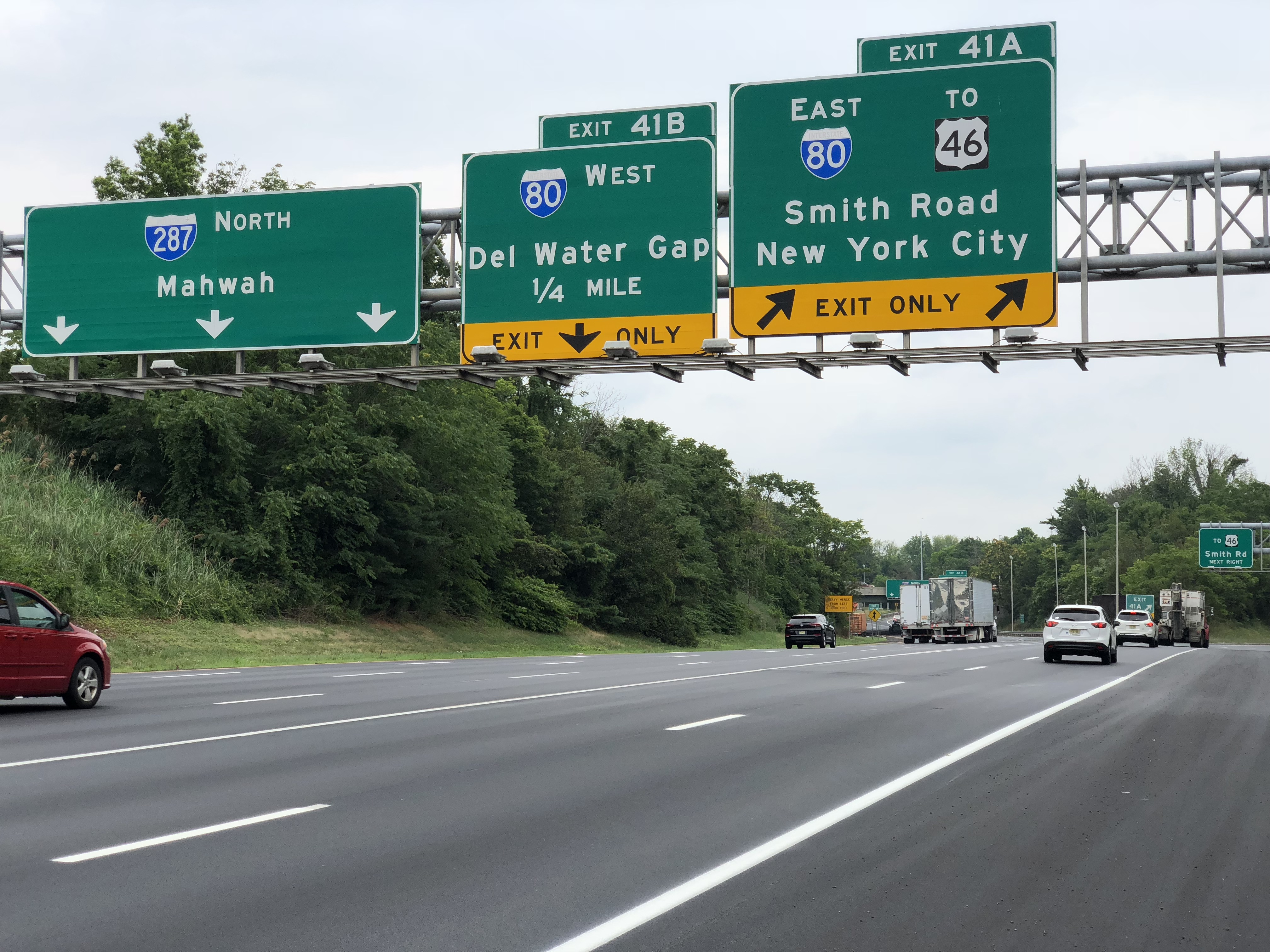
I-287 nord près de l'I-80 à Parsippany-Troy-Hills

Après avoir traversé la rivière Passaic, l'I-287 longe la US 202 vers le nord-est. Elle atteint Morristown où elle rencontre la Route 24. L'I-287 continue vers le nord-est et atteint Parsippany-Troy Hills où  elle rencontre l'I-80.
Après cette jonction, l'I-287 continue vers le nord-est en passant dans des régions plus boisées. Elle croise quelques routes et arrive dans la municipalité de Boonton. Elle passe rapidement à Montville où elle rencontre encore la US 202. Après cet échangeur, l'autoroute poursuit vers le nord-est dans un secteur boisé avant d'arriver à Riverdale. Elle y croise, notamment, la Route 23, avant de traverser la rivière Pequannock.

#### Comtés de Passaic et de Bergen
Après avoir traversé la rivière, l'I-287 entre, brièvement, dans le comté de Passaic. Elle y entre dans la ville de Bloomingdale. C'est au nord-est de la ville que l'I-287 marque un virage vers l'est pour quelques miles. Elle traverse la rivière Wanaque pour poursuivre sa route vers Oakland, comté de Bergen.
En arrivant dans le comté de Bergen, l'I-287 se dirige vers l'est. Elle croise la US 202 puis, un peu après, la Route 208. C'est à cette jonction que l'I-287 bifurque vers le nord-est. L'autoroute passe par des secteurs résidentiels avant d'entrer à Mahwah et de traverser des zones boisées. Elle croise la Route 17 et forme un multiplex avec celle-ci. L'autoroute poursuit vers le nord et franchit la frontière avec l'État de New York.

### New York

#### New York State Thruway

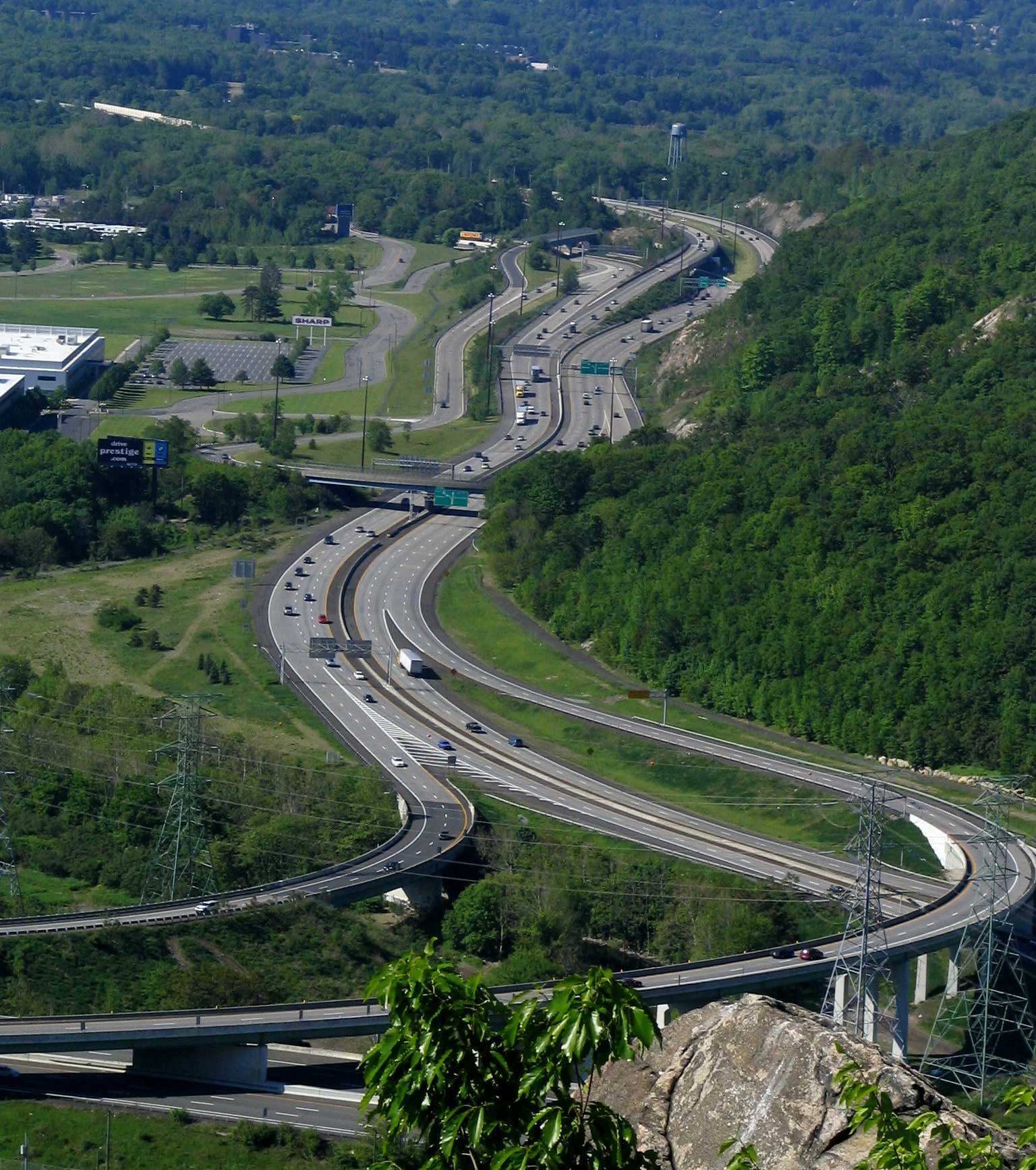
Échangeur de l'I-287 à Suffern et Hillburn. La frontière avec le New Jersey est à mi-chemin sur la photo

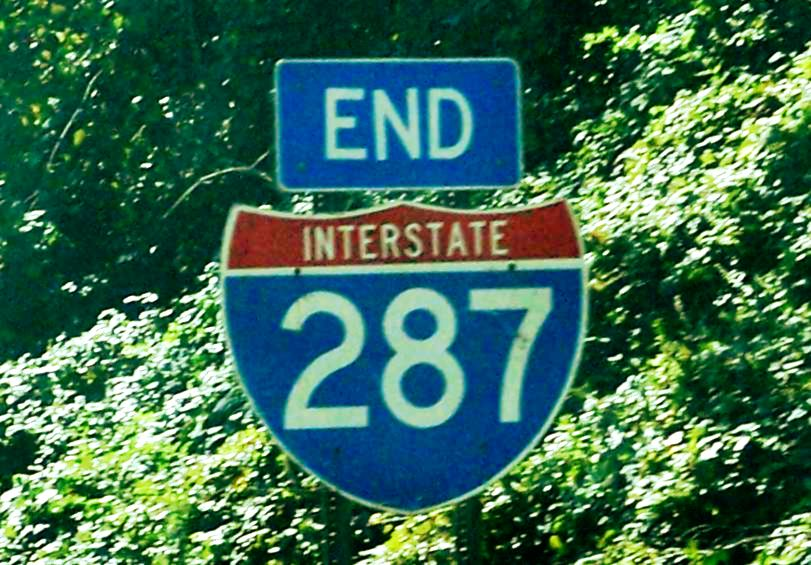
I-287 sign at the end of the route at the I-287/I-95 intersection in Rye, New York

En entrant dans l'État de New York dans le village de Hillburn, la Route 17 se termine et la NY 17 débute en multiplex avec l'I-287. L'autoroute arrive immédiatement à un échangeur avec l'I-87 (New York State Thruway). Elle forme alors un multiplex avec cette dernière en se dirigeant vers l'est. L'autoroute passe par Montebello et arrive à Nanuet, où elle rencontre l'extrémité nord du Garden State Parkway. L'autoroute poursuit alors son trajet vers l'est en passant par West Nyack, Nyack et South Nyack.
À South Nyack, elle croise un poste de péage avant de traverser le fleuve Hudson sur le Pont Tappan Zee. De l'autre côté du pont, elle arrive à Tarrytown. C'est un peu après qu'elle se détache de l'I-87 en se continuant vers l'est.

#### Cross-Westchester Expressway
La Cross-Westchester Expressway porte l'I-287 vers l'est depuis la jonction avec l'I-87 sud. L'autoroute croise, coup sur coup, la Saw Mill River Parkway, la Sprain Brook Parkway et la Central Westchester Parkway. Suivant cette dernière, l'autoroute bifurque vers le sud-est. Elle rencontre le terminus sud de l'I-684 suivi de la Hutchinson River Parkway. Elle continue vers le sud-est jusqu'à ce qu'elle atteigne son terminus à la rencontre avec l'I-95 à Rye, à moins d'un demi-mile (0,8 km) de la frontière avec le Connecticut.

## Liste des sorties
| Interstate 287                                                          |                                     |                                                             |        |                                                                                    |                                                                                                   | |
| Comté                                                                   | Municipalité                        | mi                                                          | km     | Sortie                                                                             | Intersections / Destinations                                                                      | Notes |
| Middlesex, NJ                                                           | Edison                              | 0,00                                                        | 0,00   | —                                                                                  | Route 440 (en) nord – Perth Amboy, Staten Island                                                  | |
| Middlesex, NJ                                                           | Edison                              | 0,00                                                        | 0,00   | —                                                                                  | I-95 Toll / N.J. Turnpike – New York, Trenton                                                     | Sortie 10 de l'I-95                                                                                       |
| Middlesex, NJ                                                           | Edison                              | 0,93                                                        | 1,50   | 1                                                                                  | US 1 / CR 531 – Trenton, Newark                                                                   | Pas d'accès en direction nord vers CR 531; indiqué sortie 1A (nord) et 1B (sud)                           |
| Middlesex, NJ                                                           | Edison                              | 2,24                                                        | 3,60   | 2                                                                                  | Route 27 (en) – Metuchen, New Brunswick                                                           | Sortie direction nord, entrée direction sud; indiqué sortie 2A (nord) et 2B (sud)                         |
| Middlesex, NJ                                                           | Edison                              | 3,09                                                        | 4,97   | 3                                                                                  | CR 501 (New Durham Road) – New Durham, Metuchen                                                   | Sortie direction sud, entrée direction nord                                                               |
| Middlesex, NJ                                                           | South Plainfield                    | 4,62                                                        | 7,44   | 4                                                                                  | Durham Avenue – South Plainfield                                                                  | Sortie direction nord, entrée direction sud                                                               |
| Middlesex, NJ                                                           | Limite South Plainfield–Piscattaway | 5,88                                                        | 9,46   | 5                                                                                  | CR 529 (Stelton Road) – Dunellen, Edison                                                          | |
| Middlesex, NJ                                                           | Piscattaway                         | 6,41                                                        | 10,32  | 6                                                                                  | Washington Avenue – Piscattaway, Dunellen                                                         | Pas d'entrée en direction sud                                                                             |
| Middlesex, NJ                                                           | Piscattaway                         | 7,27                                                        | 11,70  | 7                                                                                  | South Randolphville Road – Piscattaway, Middlesex                                                 | |
| Middlesex, NJ                                                           | Piscattaway                         | 8,47                                                        | 13,63  | 8                                                                                  | Route 18 (en) (Possumtown Road) – Middlesex, Highland Park                                        | Sortie direction nord, entrée direction sud                                                               |
| Middlesex, NJ                                                           | Piscattaway                         | 8,47                                                        | 13,63  | 8                                                                                  | Route 18 (en) (Centennial Avenue) – Middlesex, Highland Park                                      | Sortie direction sud, entrée direction nord                                                               |
| Middlesex, NJ                                                           | Piscattaway                         | 9,95                                                        | 16,01  | 9                                                                                  | River Road – Bound Brook, Highland Park                                                           | |
| Somerset, NJ                                                            | Franklin Township                   | 10,27                                                       | 16,53  | 10                                                                                 | CR 527 (Easton Avenue) – New Brunswick, South Bound Brook                                         | |
| Somerset, NJ                                                            | Franklin Township                   | 12,30                                                       | 19,79  | 12                                                                                 | Weston Canal Road – Manville, South Bound Brook                                                   | |
| Somerset, NJ                                                            | Bridgewater Township                | 13,50                                                       | 21,73  | 13                                                                                 | Route 28 (en) – Somerville, Bound Brook                                                           | Indiqué sortie 13A (est) et 13B (ouest) en direction nord                                                 |
| Somerset, NJ                                                            | Bridgewater Township                | 14,24                                                       | 22,92  | 14A                                                                                | US 22 est – Newark                                                                                | Pas d'entrée en direction nord                                                                            |
| Somerset, NJ                                                            | Bridgewater Township                | 14,35                                                       | 23,09  | 14B                                                                                | US 22 ouest vers US 202 / US 206 – Clinton                                                        | Pas de sortie en direction sud                                                                            |
| Somerset, NJ                                                            | Bridgewater Township                | 17,86                                                       | 28,74  | 17                                                                                 | US 202 sud / US 206 sud vers US 22 ouest – Somerville, Flemington                                 | Sortie direction sud, entrée direction nord                                                               |
| Somerset, NJ                                                            | Bedminster Township                 | 21,17                                                       | 34,07  | 21                                                                                 | I-78 – Easton, New York                                                                           | Indiqué sortie 21A (est) et 21B (ouest); sortie 29 de l'I-78                                              |
| Somerset, NJ                                                            | Bedminster Township                 | 22,21                                                       | 35,74  | 22                                                                                 | US 202 / US 206 – Pluckemin, Bedminster, Netcong                                                  | Indiqué sortie 22A (sud) et 22B (nord) en direction nord; Netcong non-indiqué en direction sud            |
| Somerset, NJ                                                            | Bernards Township                   | 26,48                                                       | 42,62  | 26                                                                                 | CR 525 (Mt. Airy Road) – Liberty Corner, Bernardsville                                            | Indiqué sortie 26A (sud) et 26B (nord) en direction nord                                                  |
| Somerset, NJ                                                            | Bernards Township                   | 29,94                                                       | 48,18  | 30A                                                                                | North Maple Avenue – Basking Ridge                                                                | |
| Somerset, NJ                                                            | Bernards Township                   | 29,94                                                       | 48,18  | 30B                                                                                | US 202 – Bernardsville                                                                            | |
| Morris, NJ                                                              | Morris Township                     | 34,02                                                       | 54,75  | 33                                                                                 | Harter Road                                                                                       | |
| Morris, NJ                                                              | Morristown                          | 35,77                                                       | 57,57  | 35                                                                                 | Route 124 (en) (South Street / Madison Avenue)                                                    | |
| Morris, NJ                                                              | Morristown                          | 36,39                                                       | 58,56  | 36                                                                                 | CR 510 (Morris Avenue / Lafayette Avenue) / Ridgedale Avenue                                      | Indiqué sortie 36A (est) et 36B (ouest) en direction nord; Ridgedale Avenue non-indiqué en direction nord |
| Morris, NJ                                                              | Hanover Township                    | 37,92                                                       | 61,03  | 37                                                                                 | Route 24 (en) est vers I-78 est – Springfield                                                     | I-78 non-indiqué en direction nord                                                                        |
| Morris, NJ                                                              | Hanover Township                    | 39,55                                                       | 63,65  | 39                                                                                 | Route 10 (en) – Dover, Whippany                                                                   | |
| Morris, NJ                                                              | Parsippany-Troy Hills               | 40,94                                                       | 65,89  | 40                                                                                 | CR 511 (Parsippany Road) – Whippany, Lac Parsippany                                               | Indiqué sortie 40A (Parsippany Road) et 40B (Entin Road) en direction sud                                 |
| Morris, NJ                                                              | Parsippany-Troy Hills               | 42,02                                                       | 67,62  | 41                                                                                 | I-80 / US 46 / Smith Road – Delaware Water Gap, New York                                          | Indiqué sortie 41A (est) et 41B (ouest); sortie 43 de l'I-80; US 46 non-indiqué en direction sud          |
| Morris, NJ                                                              | Parsippany-Troy Hills               | 42,74                                                       | 68,78  | 42                                                                                 | US 46 / US 202 – Dover, Clifton                                                                   | Pas de sortie en direction nord                                                                           |
| Morris, NJ                                                              | Parsippany-Troy Hills               | 44,06                                                       | 70,91  | 43                                                                                 | US 202 (Intervale Road) – Mountain Lakes                                                          | Sortie direction nord, entrée direction sud                                                               |
| Morris, NJ                                                              | Boonton                             | 44,95                                                       | 72,34  | 44                                                                                 | US 202 (Main Street) – Boonton                                                                    | Sortie direction nord, entrée direction sud                                                               |
| Morris, NJ                                                              | Boonton                             | 45,68                                                       | 73,51  | 45                                                                                 | US 202 (Myrtle Avenue) / Wootton Street – Boonton                                                 | |
| Morris, NJ                                                              | Montville                           | 47,11                                                       | 75,82  | 47                                                                                 | US 202 – Montville, Lincoln Park                                                                  | |
| Morris, NJ                                                              | Riverdale                           | 53,14                                                       | 85,52  | 52                                                                                 | Route 23 – Riverdale, Wayne, Butler                                                               | |
| Morris, NJ                                                              | Riverdale                           | 53,83                                                       | 86,63  | 53                                                                                 | CR 694 / CR 511 Alt. – Bloomingdale, Pompton Lakes                                                | |
| Passaic, NJ                                                             | Wanaque                             | 55,31                                                       | 89,01  | 55                                                                                 | CR 511 / CR 511 Alt. – Wanaque, Pompton Lakes                                                     | |
| Bergen, NJ                                                              | Oakland                             | 58,13                                                       | 93,55  | 57                                                                                 | Skyline Drive – Ringwood                                                                          | |
| Bergen, NJ                                                              | Oakland                             | 58,86                                                       | 94,73  | 58                                                                                 | US 202 – Oakland                                                                                  | |
| Bergen, NJ                                                              | Limite Oakland–Franklin Lakes       | 59,94                                                       | 96,46  | 59                                                                                 | Route 208 (en) sud – Franklin Lakes                                                               | |
| Bergen, NJ                                                              | Mahwa Township                      | 66,95                                                       | 107,75 | 66                                                                                 | Route 17 (en) sud – Mahwah                                                                        | Terminus sud du multiplex avec Route 17                                                                   |
|                                                                         |                                     | 67,54                                                       | 108,70 | Frontière New Jersey–New York Route 17 (en) devient NY 17 (en)                     | Frontière New Jersey–New York Route 17 (en) devient NY 17 (en)                                    | Frontière New Jersey–New York Route 17 (en) devient NY 17 (en)                                            |
| 0,00                                                                    | 0,00                                |                                                             |        | Frontière New Jersey–New York Route 17 (en) devient NY 17 (en)                     | Frontière New Jersey–New York Route 17 (en) devient NY 17 (en)                                    | Frontière New Jersey–New York Route 17 (en) devient NY 17 (en)                                            |
| Rockland, NY                                                            | Limite Suffern–Hillburn             | 0,11                                                        | 0,18   | 15                                                                                 | I-87 Toll nord / New York Thruway nord / NY 17 (en) nord – Albany                                 | Terminus nord du multiplex avec NY 17; terminus ouest du multiplex avec I-87; sortie 15 de l'I-87 sud     |
| Rockland, NY                                                            | Ramapo                              | 3,47                                                        | 5,58   | 14B                                                                                | Airmont Road (CR 89) – Airmont, Montebello, Monsey, Suffern                                       | |
| Rockland, NY                                                            | Chestnut Ridge                      | 6,78                                                        | 10,91  | Poste de péage de Spring Valley (véhicules commerciaux, direction ouest seulement) | Poste de péage de Spring Valley (véhicules commerciaux, direction ouest seulement)                | Poste de péage de Spring Valley (véhicules commerciaux, direction ouest seulement)                        |
| Rockland, NY                                                            | Chestnut Ridge                      | 7,56                                                        | 12,17  | 14A                                                                                | Garden State Parkway (en) sud – Newark, Philadelphie                                              | |
| Rockland, NY                                                            | Clarkstown                          | 8,29                                                        | 13,34  | 14                                                                                 | NY 59 (en) – Spring Valley, Nanuet                                                                | |
| Rockland, NY                                                            | Clarkstown                          | 10,15                                                       | 16,33  | 13                                                                                 | Palisades Parkway (en) – Bear Mountain, Pont George-Washington                                    | Indiqué sortie 13N (nord) et 13S (sud)                                                                    |
| Rockland, NY                                                            | Clarkstown                          | 12,33                                                       | 19,84  | 12                                                                                 | NY 303 (en) / Palisades Center Drive – West Nyack                                                 | |
| Rockland, NY                                                            | Nyack                               | 13,49                                                       | 21,71  | 11                                                                                 | US 9W / NY 59 (en) ouest – Nyack, South Nyack                                                     | |
| Rockland, NY                                                            | South Nyack                         | 14,34                                                       | 23,08  | 10                                                                                 | US 9W – Nyack, South Nyack                                                                        | Pas de sortie en direction est                                                                            |
| Rockland, NY                                                            | South Nyack                         | Poste de péage du Pont Tappan Zee (direction est seulement) |        |                                                                                    |                                                                                                   | |
| Fleuve Hudson                                                           | Fleuve Hudson                       |                                                             |        | Pont Tappan Zee (Gouverneur Mario M. Cuomo)                                        | Pont Tappan Zee (Gouverneur Mario M. Cuomo)                                                       | Pont Tappan Zee (Gouverneur Mario M. Cuomo)                                                               |
| Westchester, NY                                                         | Tarrytown                           | 18,24                                                       | 29,35  | 9                                                                                  | US 9 / NY 119 (en) est – Tarrytown, Sleepy Hollow                                                 | |
| Westchester, NY                                                         | Greenburgh                          | 19,78                                                       | 31,83  | 8                                                                                  | I-87 Toll sud / New York Thruway nord / NY 17 (en) sud – New York                                 | Terminus est du multiplex avec I-87; sortie 8 de l'I-87 nord                                              |
| Westchester, NY                                                         | Elmsford                            | 20,55                                                       | 33,07  | 1                                                                                  | NY 119 (en) vers Saw Mill River Parkway – Tarrytown                                               | Accès en direction est via I-87                                                                           |
| Westchester, NY                                                         | Elmsford                            | 21,23                                                       | 34,17  | 2                                                                                  | NY 9A – Elmsford, Ardsley                                                                         | Pas de sortie en direction est                                                                            |
| Westchester, NY                                                         | Elmsford                            |                                                             |        | 3                                                                                  | Sprain Brook Parkway vers Taconic State Parkway – New York, Centre médical de Westchester, Albany | Pas d'accès depuis I-287 est vers Sprain Brook Parkway nord                                               |
| Westchester, NY                                                         | Elmsford                            | 22,20                                                       | 35,73  | 4                                                                                  | NY 100A (en) – Hartsdale                                                                          | |
| Westchester, NY                                                         | Greenburgh                          | 23,01                                                       | 37,03  | 5                                                                                  | NY 100 (en)                                                                                       | Sortie direction ouest seulement                                                                          |
| Westchester, NY                                                         | Greenburgh                          | 23,01                                                       | 37,03  | 5                                                                                  | NY 100 (en) sud / NY 119 (en) ouest – White Plains                                                | Pas de sortie en direction ouest                                                                          |
| Westchester, NY                                                         | White Plains                        | 24,10                                                       | 38,79  | 6                                                                                  | NY 22 (en) – North White Plains, White Plains                                                     | |
| Westchester, NY                                                         | White Plains                        |                                                             |        | 7                                                                                  | Central Westchester Parkway nord                                                                  | Sortie direction ouest, entrée direction est                                                              |
| Westchester, NY                                                         | Limite White Plains–Harrison        | 25,43                                                       | 40,93  | 8W                                                                                 | Bloomingdale Road / Westchester Mall Place                                                        | Pas de sortie en direction ouest                                                                          |
| Westchester, NY                                                         | Limite White Plains–Harrison        | 25,43                                                       | 40,93  | 8E                                                                                 | NY 127 (en) sud / Westchester Avenue – Harrison, White Plains                                     | Indiqué sortie 8 en direction ouest                                                                       |
| Westchester, NY                                                         | Limite White Plains–Harrison        | 26,69                                                       | 42,95  | 9A                                                                                 | I-684 nord / Westchester Avenue – Brewster                                                        | Pas d'accès depuis I-287 ouest vers Westchester Avenue                                                    |
| Westchester, NY                                                         | Harrison                            | 27,87                                                       | 44,85  | 9                                                                                  | Hutchinson River Parkway – Merritt Parkway, Whitestone Bridge                                     | Indiqué sortie 9S (sud) et 9N (nord)                                                                      |
| Westchester, NY                                                         | Harrison                            | 28,57                                                       | 45,98  | 10                                                                                 | NY 120 (en) vers NY 120A (en) – Purchase, Port Chester                                            | Sortie en direction est seulement                                                                         |
| Westchester, NY                                                         | Harrison                            | 28,57                                                       | 45,98  | 10                                                                                 | Bowman Avenue / Webb Avenue                                                                       | Sortie et entrée en direction ouest                                                                       |
| Westchester, NY                                                         | Limite Rye–Port Chester             | 30,67                                                       | 49,36  | 11                                                                                 | US 1 – Rye, Port Chester                                                                          | Sortie direction est, entrée direction ouest                                                              |
| Westchester, NY                                                         | Rye                                 | 31,11                                                       | 50,07  | 12                                                                                 | I-95 sud – New York                                                                               | Pas d'entrée en direction est                                                                             |
| Westchester, NY                                                         | Rye                                 | 31,11                                                       | 50,07  | —                                                                                  | Midland Avenue – Port Chester, Rye                                                                | Sortie et entrée en direction ouest                                                                       |
| Westchester, NY                                                         | Rye                                 | 31,11                                                       | 50,07  | —                                                                                  | I-95 nord – Connecticut Turnpike, New Haven                                                       | Sortie 21 de l'I-95                                                                                       |
| - Terminus de multiplex - Péage - Accès incomplet - Transition de route |                                     |                                                             |        |                                                                                    |                                                                                                   | |